# Pariški metro
Pariški metro (francuski: Métro de Paris) je sustav gradsko-prigradske željeznice zatvorenog tipa, koji opslužuje Pariško metropolitansko područje (Pariz i njegovu širu okolicu). Tijekom više od stoljeća rada, ovaj metro je postao jedan od znamenitosti Pariza; ponajviše zbog originalnog i posebnog uređenja stanica u stilu secesije. Većina, odnosno 197 od 214 km sustava je podzemno. Pariški metro ima 16 linija, a numerirane su brojevima od 1 do 14, ali i 3bis te 7bis (što su, zapravo, ogranci linija 3 i 7 koji se računaju kao zasebne linije). Linije opslužuju 303 stanice, dok je na 62 moguće presjedanje na druge linije.
Pariški metro je drugi najposjećeniji metro sustav u Europi (nakon moskovskog metroa), te deseti najposjećeniji u svijetu. Godine 2015. prevezao je 1.52 milijardi putnika, odnosno 4.16 milijuna na dan. Stanica Châtelet - Les Halles, s 5 metro linija i 3 RER linije, najveća je metro stanica na svijetu. Godine 2016. pariški metro sustav je rangiran kao najbolji transportni sustav na svijetu prema ITDP-u.

## Povijest
Prva linija otvorena je 19. srpnja 1900. godine tijekom Svjetske izložbe. Cijeli sustav se brzo širio do Prvog svjetskog rata, tako da su pruge u samom gradu dovršene do 1920-ih. Proširenja prema predgrađima i prema široj okolici građena su od 1930-ih.
Nakon Drugog svjetskog rata metro je doživio modernizaciju i unaprjeđenje. Uvedene su novije kompozicije vlakova kako bi se udovoljilo zahtjevu povećanog prometa. Također se uvodi i novi podzemno-nadzemni tračnički sustav - RER, razvijan od 1960-ih. On sa svojih pet linija (A, B, C, D i E) predstavlja dodatnu željezničku mrežu za parišku regiju.

## Linije
La Défense - Château de Vincennes
- otvoreno: 1900.
- br. stanica: 25
- duljina: 16.6 km

 
Porte Dauphine - Nation
- otvoreno: 1900.
- br. stanica: 25
- duljina: 12.3 km

 
Pont de Levallois - Gallieni
- otvoreno: 1904.
- br. stanica: 25
- duljina: 11.7 km

 
Porte des Lilas - Gambetta
- otvoreno: 1971.
- br. stanica: 4
- duljina: 1.3 km

 
Porte de Clignancourt - Mairie de Montrouge
- otvoreno: 1908.
- br. stanica: 27
- duljina: 12.1 km

 
Bobigny - Place d'Italie
- otvoreno: 1906.
- br. stanica: 22
- duljina: 14.6 km

 
Charles de Gaulle - Étoile Nation
- otvoreno: 1909.
- br. stanica: 28
- duljina: 13.6 km

 
La Courneuve - Villejuif, Mairie d'Ivry
- otvoreno: 1910.
- br. stanica: 38
- duljina: 22.4 km

 
Louis Blanc - Pré Saint-Gervais
- otvoreno: 1967.
- br. stanica: 8
- duljina: 3.1 km

 
Balard - Pointe du Lac
- otvoreno: 1913.
- br. stanica: 38
- duljina: 23.4 km

 
Pont de Sèvres - Mairie de Montreuil
- otvaranje: 1922.
- br. stanica: 37
- duljina: 19.6 km

 
Boulogne - Gare d'Austerlitz
- otvaranje: 1923.
- br. stanica: 23
- duljina: 11.7 km

 
Châtelet - Mairie des Lilas
- otvaranje: 1935.
- br. stanica: 13
- duljina: 6.3 km

 
Front Populaire - Mairie d'Issy
- otvaranje: 1910.
- br. stanica: 29
- duljina: 13.9 km

 
Châtillon-Montrouge - Saint-Denis, Les Courtilles
- otvoreno: 1911.
- br. stanica: 32
- duljina: 24.3 km

 
Saint-Lazare - Olympiades
- otvorenje: 1998.
- br. stanica: 9
- duljina: 9 km

## Vozni park
Vozni park pariškog metroa sastoji se od vozila s čeličnim kotačima (označeni s "MF", franc. matériel fer) i od vozila s gumenim kotačima (označeni s "MP", franc. matériel pneu). Različite verzije iste vrste imaju, uz oznaku vrste, i dvoznamenkastu oznaku godine dizajniranja (npr. MF88, vozilo s čeličnim kotačima dizajnirano 1988. godine).
- Vozila s čeličnim kotačima
- MF 67
- MF 77
- MF 88
- MF 01

- Vozila s gumenim kotačima
- MP 59
- MP 73
- MP 89 CA
- MP 89
- MP 05

## Budućnost
Trenutačno se proširuju tri linije: 4, 8 i 12. Postoje i mnogi drugi zahtjevi za proširenje još nekih linija.

## Vanjske poveznice
|  | Zajednički poslužitelj ima stranicu o temi Pariški metro    |
|  | Zajednički poslužitelj ima još gradiva o temi Pariški metro |